# Tu mi hai capito
Tu mi hai capito è un singolo della cantante italiana Madame, pubblicato il 3 settembre 2021 come secondo estratto dalla riedizione del primo album in studio Madame.

## Descrizione
Il brano ha visto la collaborazione vocale del rapper Sfera Ebbasta ed è stato prodotto da Bias e Charlie Charles.
Il 28 gennaio 2022 è stata resa disponibile una versione in francese del singolo, intitolata Tu m'as compris e che ha visto la partecipazione vocale del rapper Hatik.

## Video musicale
Il video del brano in francese, diretto da Jeunes Joueurs, è stato diffuso nello stesso giorno dell'uscita del singolo attraverso il canale YouTube di Madame.

## Tracce
Download digitale
Testi di Francesca Calearo e Gionata Boschetti, musiche di Bias e Paolo Alberto Monachetti.
1. Tu mi hai capito (feat. Sfera Ebbasta) – 3:31

Download digitale – versione francese
Testi di Francesca Calearo, Gionata Boschetti, Hatik e Alban Lico, musiche di Bias, Paolo Alberto Monachetti e Medeline.
1. Tu m'as compris (feat. Hatik) – 3:14

## Classifiche

### Classifiche settimanali
| Classifica (2021) | Posizione massima |
| ----------------- | ----------------- |
| Italia            | 2                 |

### Classifiche di fine anno
| Classifica (2021) | Posizione |
| ----------------- | --------- |
| Italia            | 40        |
| Classifica (2022) | Posizione |
| Italia            | 90        |